# 湘西边城机场
湘西边城机场是位于中华人民共和国湖南省湘西土家族苗族自治州花垣县内的一座民用机场，主要服务城市为湘西土家族苗族自治州，建成后将开通往返国内各大中城市的航班。机场于北京时间2023年8月18日上午9时54分启用。
2014年初，湘西机场选址工作正式启动，經专家实地考察後，筛选了花垣县老天坪、董马库和保靖县复兴3个场址作为湘西机场预选场址。7月上旬，国家民航局机场司建设处进行实地踏勘，并召开了专家评审会，推荐以花垣县老天坪作为湘西民用机场選址，初步將机场规划为国内民用支线机场，机场飞行区等级规划为4C，远期规划为4D，跑道长2600米、宽45米。
机场名称来源于沈从文的小说《边城》。

## 航空公司與航點
| 航空公司           | 目的地    |
| ------------------ | --------- |
| 首都航空（JD）     | 北京/大興 |
| 中國南方航空（CZ） | 廣州      |